# Aldealgordo de Abajo
Aldealgordo de Abajo es una entidad de población española del municipio de San Pedro de Rozados, perteneciente a la provincia de Salamanca, en la comunidad autónoma de Castilla y León.

## Historia
Formó, junto con Aldealgordo de Arriba, el lugar de Aldealgordo, que hacia mediados del siglo XIX figuraba como agregado tanto al ayuntamiento como a la parroquia de San Pedro de Rozados. Pertenecía, además, a los mayorazgos de Almarza. En la actualidad, y ya separado de Aldealgordo de Arriba, constituye una entidad de población, que en 2022 tenía censados tres habitantes.